# 国鉄チキ4700形貨車
国鉄チキ4700形貨車（こくてつチキ4700がたかしゃ）は、日本国有鉄道（国鉄）が1969年（昭和44年）からチキ1500形およびチキ4500形の改造により製作した、35t 積み鋼板輸送用物資別適合貨車（長物車）である。

## 概要
改造種車の違いにより、4700番台と4750番台が存在し、両者は構造や全長が大きく異なる（4700番台の全長は13,600mm、4750番台の全長は14,700mm）。自重はいずれも17.1tで、換算両数は積車4.0、空車1.8。
4700番台（チキ4700 - チキ4719）
1969年（昭和44年）から1970年（昭和45年）にかけて国鉄若松工場で、20両がチキ1500形から改造された。台車はTR24。用途は幅広鋼板である。
4750番台（チキ4750 - チキ4756）
1975年（昭和50年）に国鉄名古屋工場で、7両がチキ4500形から改造された。台車はTR41C。用途は長尺鋼板（熱延鋼板）である。

## 運用の変遷
4700番台は西八幡駅に常備され、鹿児島本線上戸畑信号場 - 篠栗線篠栗駅間で運用されたが、1983年（昭和58年）までに全車廃車された。
4750番台は笠寺駅に常備され、新日本製鐵名古屋製鐵所のある名古屋臨海鉄道名古屋南港駅から北陸方面などへ運用された。1987年（昭和62年）の国鉄分割民営化に際しては、日本貨物鉄道（JR貨物）へ7両全車が継承されたが、2008年（平成20年）3月17日に全車一斉に廃車され、形式消滅した。